# Comuna Verbuvativka, Iuriivka
Verbuvativka (în ucraineană Вербуватівка) este o comună în raionul Iuriivka, regiunea Dnipropetrovsk, Ucraina, formată din satele Dolîna, Nîjneanka și Verbuvativka (reședința).

## Demografie
Componența lingvistică a satului Verbuvativka
     Ucraineană (88,86%)
     Rusă (9,25%)
     Romani (1,23%)
     Alte limbi (0,09%)
Conform recensământului din 2001, majoritatea populației satului Verbuvativka era vorbitoare de ucraineană (88,86%), existând în minoritate și vorbitori de rusă (9,25%) și romani (1,23%).